# 埃斯奎纳帕 (墨西哥市镇)
埃斯奎纳帕市镇位于墨西哥的錫那羅亞州，首府为埃斯奎纳帕德伊达尔戈。